# 1999 GP18
1999 GP18 är en asteroid i huvudbältet som upptäcktes den 15 april 1999 av LINEAR i Socorro County, New Mexico.
Asteroiden har en diameter på ungefär 10 kilometer och den tillhör asteroidgruppen Eos.